# Morellino di Scansano DOCG

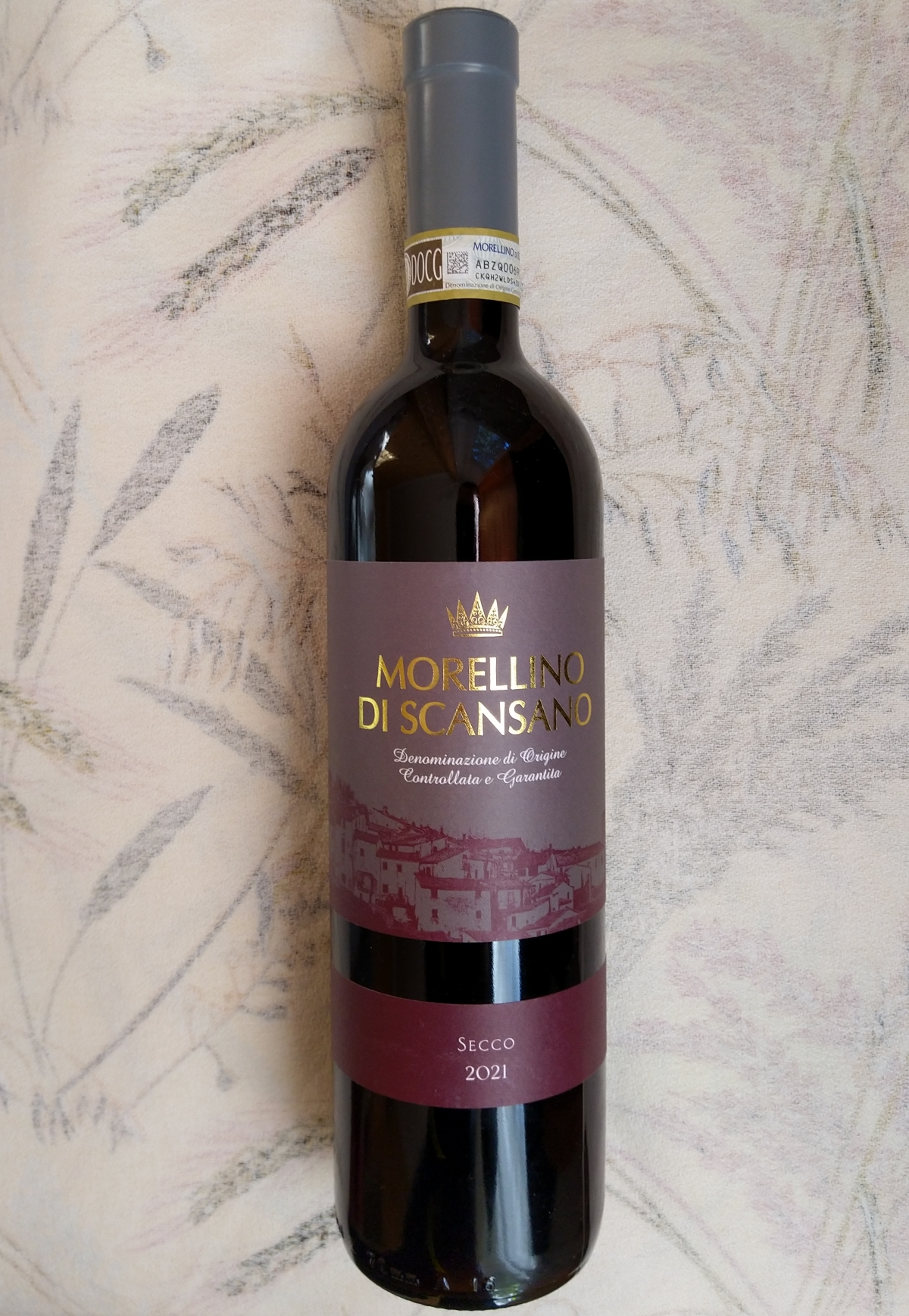
Пляшка Morellino di Scansano DOCG

Morellino di Scansano DOCG — виноробна зона в італійському регіоні Тоскана, виробляється вино найвищої категорії якості DOCG. Виноробна зона отримала статус DOC у 1978 році, у 2006 отримала статус DOCG.

## Сорт винограду
Дозволяється виробляти вино з санджовезе (не менше 85 %), з домішками інших червоних сортів — "OANRG" (англ. other authorized nonaromatic red grapes). Місцева назва сорту санджовезе — морелліно, яка дала назву для вина, що з нього виробляється.

## Теруар
Площа виноробної зони на 2019 рік складала 1098 га. 

## Географічне розташування
Виноробна зона знаходиться навколо муніципалітету Скансано, провінція Гроссето, яка розташована на узбережжі, у географічній області під назвою Маремма.

## Характеристика вина
Виробляється червоне сухе вино. Витримка триває мінімум 4–5 місяців. Для вин категорії італ. Riserva — мінімум 2 роки, з яких 1 рік у діжках. Мінімальний рівень алкоголю для вин італ. Rosso — 12,5 %, для вин італ. Riserva — 13 %. Колір рубіново-червоний, насичений. Смак сухий, насичений, гармонійний, з нотами чорних ягід та вираженими але м'якими танінами, з тривалим ягідним післясмаком. Гарно поєднується зі стравами, які мають насичений смак та зі смаженим м'ясом.